# Dianthus webbianus
Dianthus webbianus là loài thực vật có hoa thuộc họ Cẩm chướng. Loài này được Parl. ex Vis. mô tả khoa học đầu tiên năm 1841.